# Angelo Rizzoli

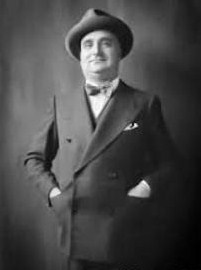
Angelo Rizzoli (1889–1970)

Angelo Rizzoli (* 31. Oktober 1889 in Mailand; † 24. September 1970 ebenda) war ein italienischer Filmproduzent, Verleger und Unternehmer.

## Leben
1927 gründete er das Unternehmen  A. Rizzoli & Co, aus dem später das italienische Medienunternehmen RCS MediaGroup entstanden ist. Er erwarb 1927 vom Verlag Mondadori das italienische Frauenmagazin Novella. In den folgenden Jahren kaufte er weitere Magazine wie Annabella, Bertoldo, Candido, Omnibus und Oggi e L'Europeo. Ab 1949 publizierte er Bücher. 1954 erwarb er das Unternehmen Cartiera die Lama die Reno. Als Unternehmer ging er 1960 nach Mailand, wo er sein berufliches Zentrum an der Via Civitavecchia aufbaute.
Neben seinem beruflichen Wirken in der italienischen Presse- und Buchlandschaft war er auch in der italienischen Filmproduktion unternehmerisch tätig. Er produzierte Filme von Federico Fellini wie La Dolce Vita und Achteinhalb. 1964 eröffnete er den Buchladen Rizzoli International Bookstore in an der New Yorker Fifth Avenue, der in verschiedenen Hollywoodfilmen zu sehen war, unter anderem in Woody Allens Manhattan und in Der Liebe verfallen mit Robert De Niro und Meryl Streep. Er produzierte auch den kontrovers diskutierten Dokumentarfilm Africa Addio.
Rizzoli heiratete Anna Marzorati (1890–1976) und hatte zwei Kinder.
In der italienischen Stadt Lacco Ameno befindet sich ein Museum über sein Leben und Wirken in der Villa Arbusto. Rizzoli ließ neben mehreren Hotels wie die „Villa Svizzera“, „Villa Manzi“ auch 1956 das Luxushotel „Regina Isabella“ bauen und stiftete das Krankenhaus „Anna Rizzoli“ in Lacco Ameno.

## Filmografie (Auswahl)
- 1954: Madame Dubarry (Madame Du Barry)
- 1963: Achteinhalb (8½)
- 1965: Genosse Don Camillo (Il compagno Don Camillo)
- 1965: Julia und die Geister (Giulietta degli spiriti)